# Leonore Gewessler

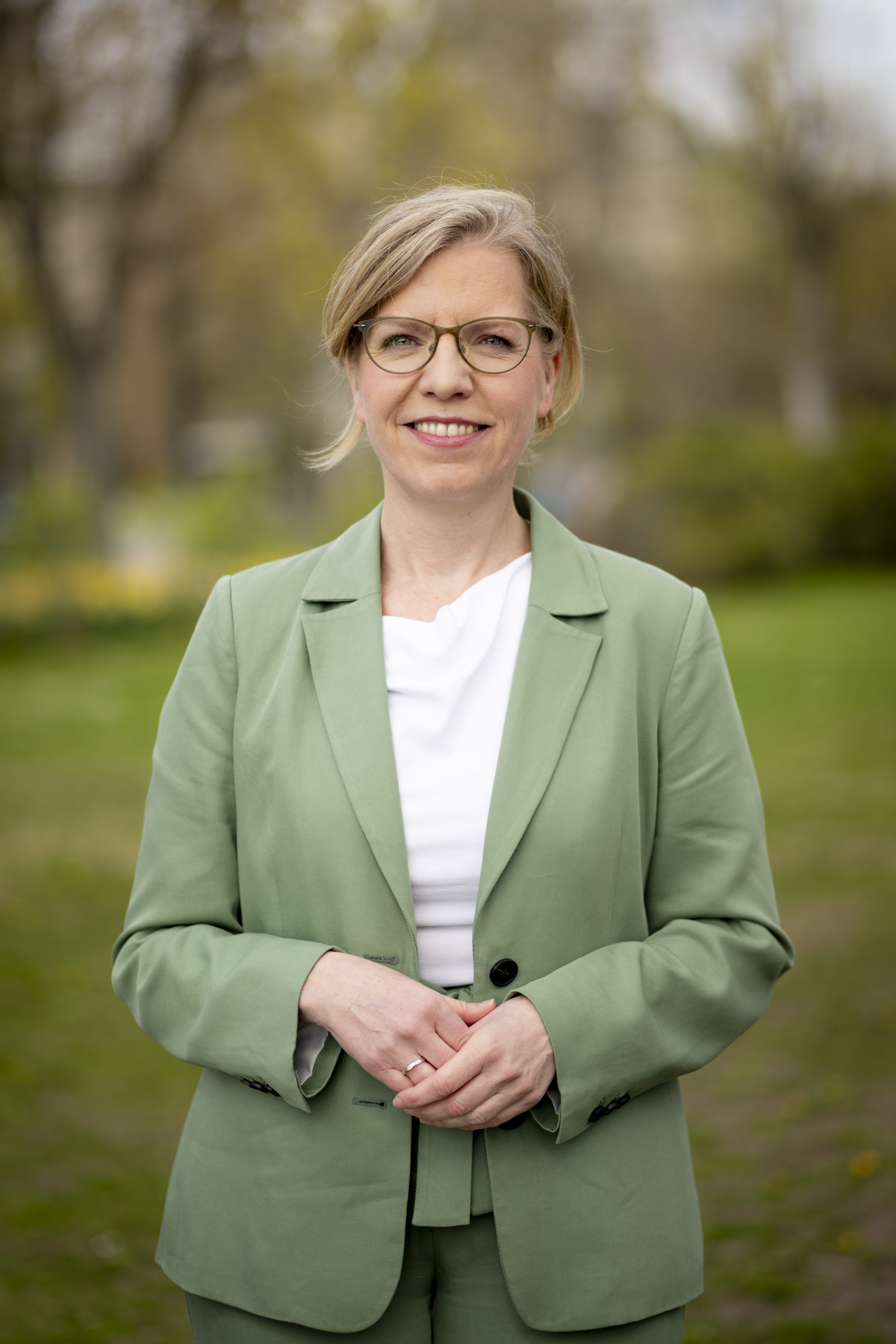
Leonore Gewessler (2025)

Leonore Gewessler (geboren am 15. September 1977 in Graz) ist eine österreichische Politikerin (Die Grünen), ehemalige Umweltaktivistin und seit 29. Juni 2025 Bundessprecherin ihrer Partei.
Sie war von 2014 bis 2019 Geschäftsführerin der Umweltorganisation Global 2000. Von Jänner 2020 bis März 2025 war sie Bundesministerin für Klimaschutz, Umwelt, Energie, Mobilität, Innovation und Technologie der Republik Österreich in den Bundesregierungen Kurz II, Schallenberg, Nehammer sowie Schallenberg (einstweilig).

## Ausbildung und politische Laufbahn
Gewessler besuchte die Volksschule in der oststeirischen Gemeinde Sankt Marein bei Graz und das Wirtschaftskundliche Bundesrealgymnasium Graz (WIKU). Sie machte einen Bachelor in Politikwissenschaft mit Schwerpunkt Internationale Entwicklung an der Universität Wien. Gewessler war im 7. Wiener Gemeindebezirk Neubau als Büroleiterin der Bezirksvorstehung tätig. Dort war sie mit nachhaltiger Stadtentwicklung und Partizipation der Bürger befasst. Von 2008 bis 2014 war sie Gründungsdirektorin der Green European Foundation (GEF) in Brüssel, einer europäischen politischen Stiftung, die aus Mitteln des Europaparlaments finanziert wird.
Ab Juni 2014 arbeitete sie in der Umweltschutzorganisation Global 2000 in Wien und verantwortete als politische Geschäftsführerin (bis 2019) die Bereiche Kampagnen, Nachhaltigkeit und Öffentlichkeitsarbeit. Sie kämpfte für die Erhaltung der Verfassungsbestimmung zum umfassenden Umweltschutz und forderte eine Landwirtschaftspolitik, die uns „in Österreich und Europa weg von der Abhängigkeit von chemisch-synthetischen Spritzmitteln am Feld bringt“. Sie war führend an der Europäischen Bürgerinitiative Stop Glyphosat beteiligt. Weitere Tätigkeitsfelder waren Proteste gegen die Kohleverstromung in Österreich und gegen das Atomkraftwerk Mochovce. Im Jahr 2017 unterstützte sie mit Global 2000 das Volksbegehren gegen die Handelsabkommen CETA und TTIP, welches von 562.552 Österreichern unterzeichnet wurde.
Sie war Beiratsmitglied der Grünen Bildungswerkstatt in Österreich und von 2009 bis 2018 Mitglied der Mitgliederversammlung der Heinrich-Böll-Stiftung in Deutschland. Außerdem war sie für Friends of the Earth Europe tätig. Aufgrund der Unvereinbarkeit eines politischen Amtes mit einer Funktion bei Global 2000 verabschiedete sich Gewessler Mitte Juni 2019 von der Umweltschutzorganisation.
Leonore Gewessler wurde am 29. Juni 2019 auf Platz zwei der oberösterreichischen Landesliste der Grünen bei der Nationalratswahl in Österreich 2019 gewählt. Am 6. Juli 2019 wurde sie mit 99,52 Prozent auch auf Platz zwei der Bundesliste gewählt.
Ab 23. Oktober 2019 war sie Abgeordnete zum Nationalrat der 27. Gesetzgebungsperiode. Sie gehörte dem Sondierungs- und Verhandlungsteam der Grünen bei der Regierungsbildung in Österreich 2019 mit der ÖVP an. Am 7. Jänner 2020 wurde sie mit der Bundesregierung Kurz II als Bundesministerin für Verkehr, Innovation und Technologie angelobt.
Nachdem die geplanten Änderungen der Zuständigkeiten im Bundesministeriengesetz 1986 durch die türkis-grüne Regierung umgesetzt worden waren, kam es am 29. Jänner zur erneuten Angelobung von Gewessler als Bundesministerin für Klimaschutz, Umwelt, Energie, Mobilität, Innovation und Technologie.
Nach dem Scheitern des ursprünglich geplanten 1-2-3-Tickets gibt es seit dem 26. Oktober 2021 die abgespeckte Version mit dem Namen Klimaticket, eine österreichweite Jahreskarte für alle öffentlichen Verkehrsmittel zum Preis von 1095 Euro, das sind drei Euro pro Tag. Im Oktober 2023 besitzen 262.000 Menschen ein Klimaticket Österreich, Werbemaßnahmen werden jedoch kritisiert.
Heftig kritisiert wurde der laut Experten und Umweltschützern viel zu niedrig angesetzte CO2-Preis von nur 30 Euro/Tonne ab Juli 2022 im Rahmen der Steuerreform.
Am 24. Juni 2022 wurde Leonore Gewessler im erweiterten Bundesvorstand der Grünen als neue Stellvertreterin von Bundessprecher Werner Kogler gewählt. Sie folgte in dieser Funktion Nina Tomaselli nach.
Gewessler möchte die Abhängigkeit Österreichs von russischem Gas reduzieren.
Im August 2023 konnte Ministerin Gewessler die niedrigsten Treibhausgasemissionen seit Beginn der Berechnungen im Jahr 1990 melden.
Im Juni 2024 stimmte Gewessler im EU-Rat ausschlaggebend für das Renaturierungsgesetz. Da dies ohne Zustimmung des Koalitionspartners ÖVP erfolgte, kündigte Bundeskanzler Karl Nehammer eine Nichtigkeitsklage an. Die ÖVP brachte zudem eine Anzeige wegen Amtsmissbrauchs bei der Staatsanwaltschaft Wien mit der Begründung ein, dass sie mit ihrer Zustimmung zur EU-Renaturierungsverordnung „wissentlich ihre Befugnis (…) missbräuchlich ausgeübt“ habe. Die Staatsanwaltschaft erklärte sich für nicht zuständig und legte die Agenda der Wirtschafts- und Korruptionsstaatsanwaltschaft (WKStA) zur Prüfung vor. Am 13. September 2024 wurde bekannt, dass die WKStA eine Weiterverfolgung der Anzeige der ÖVP eingestellt hat und kein Verfahren eröffnet, da es sich laut WKStA bei Gewesslers Handeln nicht um ein Amtsgeschäft handle, sondern um einen „Akt der Gesetzgebung“. Aufgrund der mehrheitlichen Zustimmung hat dieser Streit zwischen den Politikern in Österreich keine Auswirkung und das Renaturierungsgesetz kann umgesetzt werden. Die ÖVP hat Oktober 2024 angekündigt, dass Österreich keine Nichtigkeitsklage gegen das EU-Renaturierungsgesetz einbringen wird, da das dafür notwendige Einvernehmen mit den betroffenen Ministerien (Grün) nicht hergestellt werden konnte.
Nach der Nationalratswahl 2024 wurde Gewessler in der am 24. Oktober 2024 beginnenden XXVIII. Gesetzgebungsperiode im Grünen Parlamentsklub Bereichssprecherin für Klimaschutz und Energie. Seit 29. Juni 2025 ist sie Bundessprecherin ihrer Partei.

## Privates
Sie ist seit 2014 mit Herbert Greisberger, Geschäftsführer der Energie und Umweltagentur des Landes Niederösterreich, verheiratet.

## Publikationen
- Gemeinsam mit Peter Filzmaier, Otmar Höll und Gerhard Mangott: Internationale Politik. WUV Facultas, Wien 2005, ISBN 978-3-8252-2733-3.